# Nemesia cubana
Nemesia cubana är en spindelart som först beskrevs av Pelegrín Franganillo Balboa 1930.  
Nemesia cubana ingår i släktet Nemesia och familjen Nemesiidae. Artens utbredningsområde är Kuba. Inga underarter finns listade i Catalogue of Life.